# Mechanika
Mechanika je obor fyziky, který se zabývá mechanickým pohybem, tedy přemísťováním těles v prostoru a čase a změnami velikostí a tvarů těles. Mezi veličiny, které nejčastěji používá patří poloha, rychlost, zrychlení, síla, energie a hybnost.
Mechanika patří k nejstarším oborům fyziky a od počátku byla úzce spojena s technickými aplikacemi, např. s tvorbou mechanických strojů. Je založena na principech tvořících obecnější teorii (např. speciální teorie relativity, kvantová teorie, teorie chaosu).

## Rozdělení mechaniky

### Podle vztahu k příčinám pohybu
Ve vztahu k příčinám studovaného pohybu lze mechaniku rozdělit na
- kinematiku - Kinematika popisuje pohyb těles bez ohledu na příčiny pohybu. Zabývá se studiem pohybu těles jen z geometrického a časového hlediska.[1]
- dynamiku - Dynamika se zabývá příčinami pohybu. Studuje souvislosti mezi pohybem a silami, které pohyb způsobují. Speciálním případem dynamiky je statika, která se zabývá vyšetřováním rovnováhy sil.[1]

### Podle skupenství
Podle působení sil na tělesa různého skupenství lze mechaniku rozdělit na
- mechaniku tuhého tělesa - zabývá se pevnými tělesy.
- hydromechaniku - zabývá se kapalinami.
- aeromechaniku - zabývá se plyny.
- mechaniku sypkých hmot - zabývá se chováním písku, pilin aj. sypkých hmot.

### Podle způsobu aproximace reálného tělesa
Fyzikální přístup ke studiu reality umožňuje provádět zjednodušení při zachování dostatečné přesnosti výsledku (např. nahrazení planety pohybující se v gravitačním poli hmotným bodem může být v mnoha případech postačující). Tento přístup umožňuje rozdělit mechaniku na
- mechaniku hmotného bodu, můžeme-li zanedbat rozměry a tvar studovaného tělesa a nahradit jej hmotným bodem.
- mechaniku soustavy hmotných bodů, můžeme-li zanedbat rozměry a tvar jednotlivých těles (popř. částí tělesa) a nahradit je hmotnými body. Náhrada tělesa soustavou hmotných bodů umožňuje popsat složitější tělesa a zohlednit diskrétní strukturu hmoty.
- mechaniku kontinua, která zkoumá látku bez zřetele k její diskrétní struktuře. Tento přístup je výhodný např. při studiu deformací těles, tedy při zkoumání změn velikosti a tvaru těles. Tento přístup se používá také v reologii při vytváření reologických modelů.

#### Mechanika těles
Část mechaniky zabývající se zkoumáním vlastností a pohybu těles (nikoliv hmotných bodů) v prostoru a změnami jejich velikostí a tvarů bývá označována jako mechanika těles. Mechanika těles využívá nástrojů mechaniky soustavy hmotných bodů a mechaniky kontinua, tzn. reálná tělesa jsou nahrazována soustavou hmotných bodů nebo představou o spojitě rozložené hmotě (tzv. kontinuu).
Vlastnosti tělesa jsou určovány podmínkami kladenými na vazby mezi jednotlivými hmotnými body soustavy popisující těleso (popř. viskozitou při popisu kontinuem). Síla těchto vazeb má úzký vztah ke skupenství tělesa. Podle těchto vazeb lze mechaniku těles dělit na
- mechaniku tuhého tělesa - Vazby v soustavě hmotných bodů jsou dokonale tuhé. Tuhá tělesa nejsou deformovatelná (nelze tedy změnit jejich tvar nebo objem), což znamená, že nepopisují přesně žádné reálné těleso (všechna reálná tělesa jsou totiž deformovatelná). Model tuhého tělesa je však možné využít k popisu rotace tělesa a vyšetřování problémů spojených s konečnými rozměry reálných těles. Model tuhého tělesa je obvykle dobře použitelný při popisu pevného skupenství látky.
- mechaniku pružného tělesa - Vazby v soustavě hmotných bodů nejsou dokonale tuhé, avšak jsou dostatečně tuhé, aby nedocházelo k tečení. Model pružného tělesa lze využít ke studiu pružnosti a pevnosti těles.
- mechaniku tekutin - Tekutiny (tedy kapaliny a plyny) jsou deformovatelné (tvarově nestálé), neboť se vyznačují zvláštním druhem mechanického pohybu, tzv. tečením. Mechanika tekutin se vzhledem k rozdílům mezi kapalinami a plyny dále dělí na
  - hydromechaniku - mechanika kapalin (vyznačují se malou stlačitelností, tedy objemovou stálostí)
  - aeromechaniku - mechanika plynů (jsou stlačitelné a vždy vyplňují celý prostor v němž se nachází)

### Podle použitých fyzikálních principů
Podle fyzikálních principů, na nichž jsou vystavěny postupy lze mechaniku rozdělit na
- klasickou (Newtonova, nerelativistická) mechaniku - je založena na Newtonových pohybových zákonech. Zabývá se pomalu se pohybujícími (ve srovnání s rychlostí světla) makroskopickými tělesy.
- relativistickou mechaniku - je založena na teorii relativity, tedy na Einsteinových postulátech. Zabývá se rychle se pohybujícími (rychlost pohybu je srovnatelná s rychlostí světla) makroskopickými tělesy.
- kvantovou mechaniku - je založena na principech kvantové teorie. Zabývá se mikroskopickými tělesy. Obvykle bývá dále rozdělována na relativistickou a nerelativistickou v závislosti na tom,zda se zabývá pomalu nebo rychle se pohybujícími částicemi.

### Podle vztahu k jiným oborům
- Biomechanika - aplikace mechaniky ve spojitosti s živými či neživými organismy.
- Geomechanika - aplikace mechaniky ve spojitosti s geologickými či hornickými obory.
- Mechatronika - aplikace mechaniky pro potřeby elektroniky, softwarového inženýrství, pohonů atp.

aj.

## Aplikace mechaniky
- Dynamika rotorů
- Mechanický stroj - Mezi mechanické stroje se řadí především jednoduché stroje, převody a hydraulická a pneumatická zařízení.
- Gravitace
- Tření
- Biomechanika

## Historie

### Počátky

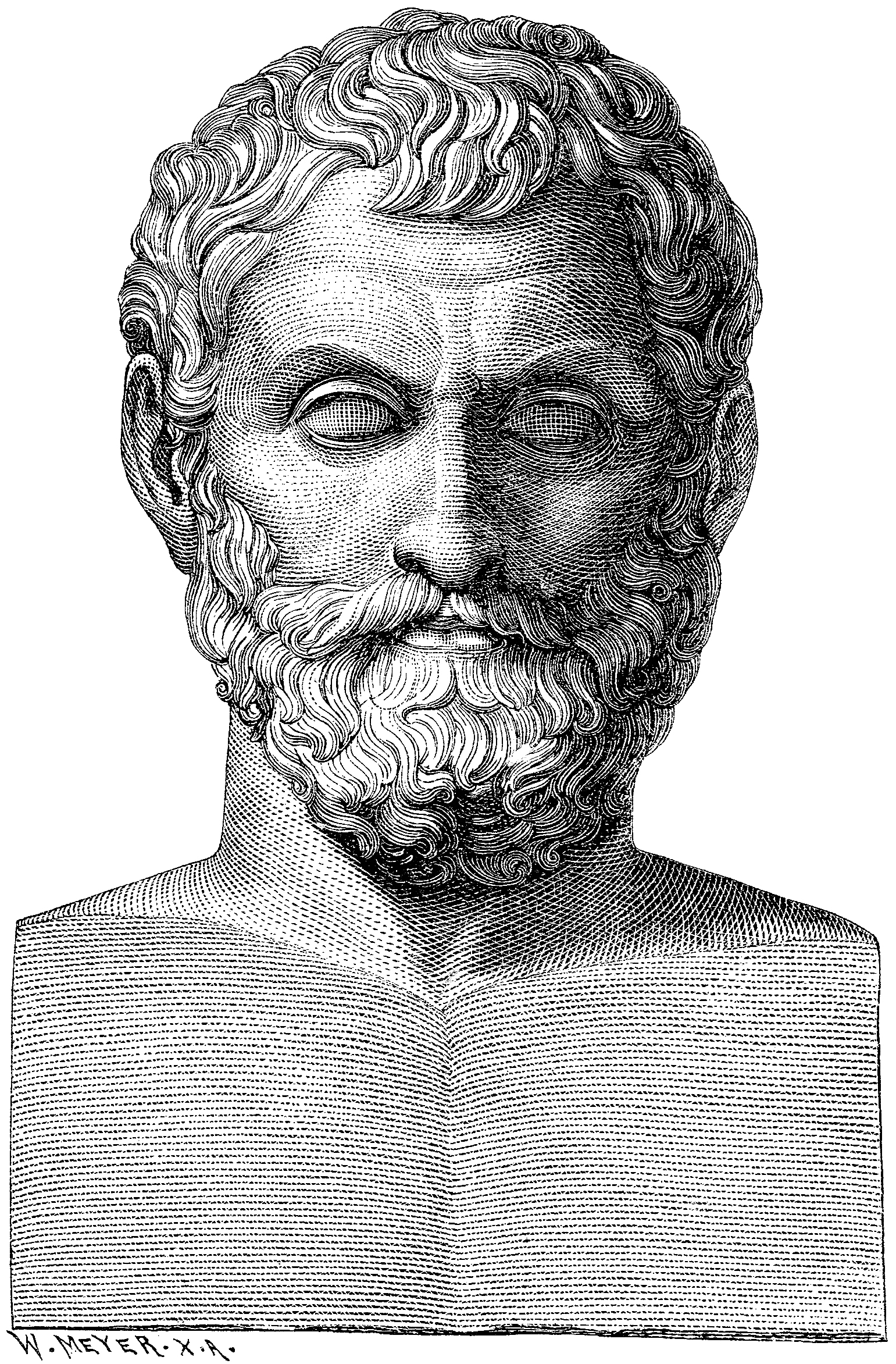
Thales z Milétu (asi 625-547 př. n. l.), považovaný za prvního evropského fyzika

K prvnímu využívání principů patřících do mechaniky docházelo již za dob předchůdců současného člověka. Bylo to využívání jednoduchých kamenných, kostěných, dřevěných a později také kovových nástrojů, které usnadňovaly každodenní život a přinášely výhodu v boji o přežití. Snadno si lze představit, že se pravěký člověk naučil používat páku k manipulaci s břemeny, využíval vlastnosti pohybu těles při šikmém vrhu, uměl házet oštěpem, později střílet z luku, a znal také chování primitivních plavidel na vodě. Nejstarší nalezené kosterní pozůstatky a kamenné nástroje příslušníka rodu Homo, pocházejí z doby před cca dvěma miliony let.
Velký pokrok techniky nastal s rozvojem zemědělství, díky jehož trvalejším přebytkům a možnosti tvoření zásob byl umožněn rozvoj řemesel. Závlahové zemědělství je spojeno se vznikem prvních civilizací v okolí velkých řek, Eufratu a Tigridu, Nilu, Indu a Žluté řeky. Počátky neolitického zemědělství v Mezopotámii a v Egyptě spadají do doby někdy kolem 8 000 př. n. l.

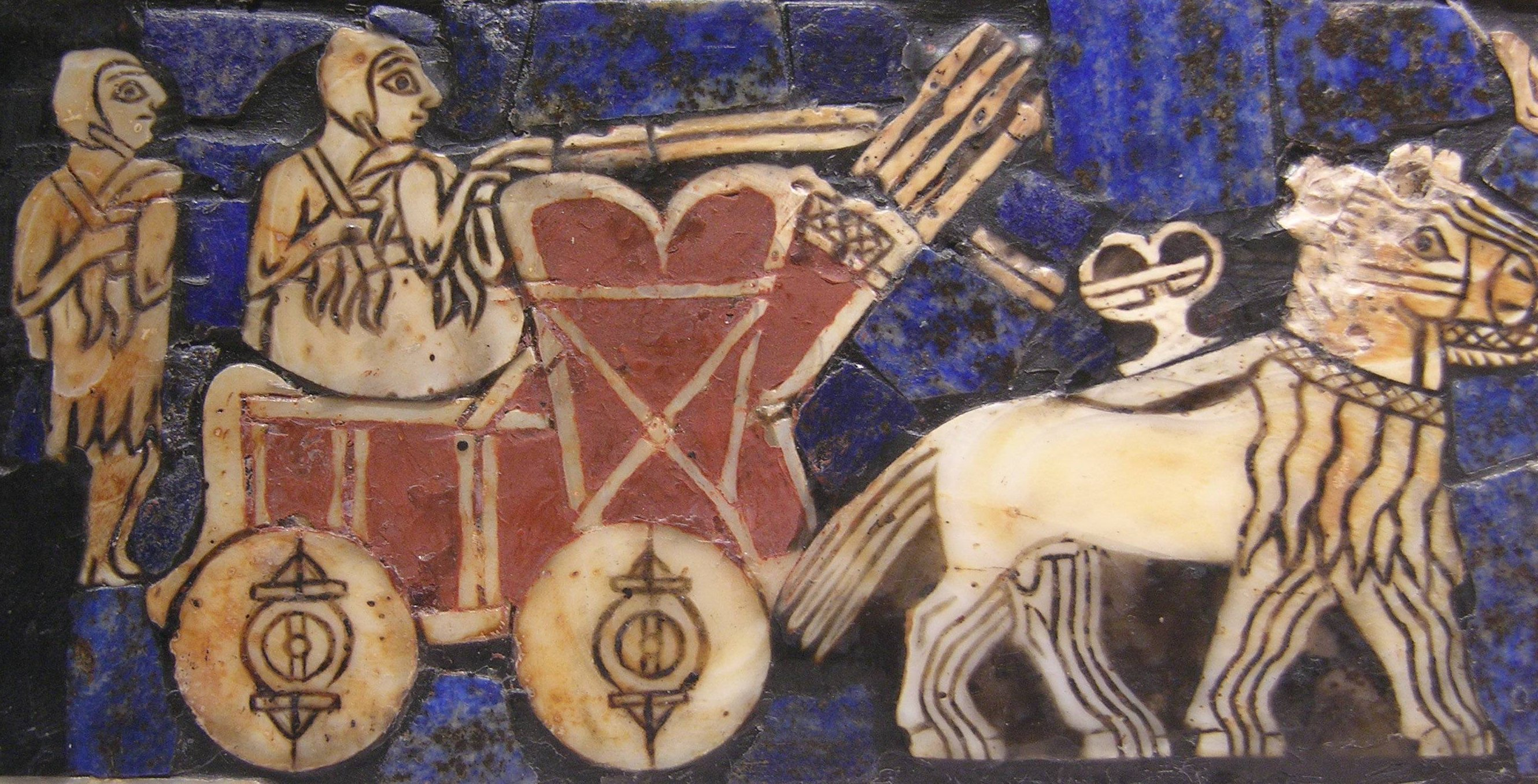
Již Sumerové využívali princip kola.

Sumerové a Babyloňané vyvinuli vyspělou techniku, při své stavební činnosti využívali vlastnosti jednoduchých strojů a měřili délky, obsahy, objemy a čas a také vážili. Sumerům pak náleží jedna z největších vymožeností lidstva - vynález kola, které je vlastně jednou z aplikací páky.
Egyptská kultura se vyvíjela souběžně se sumersko-babylonskou a částečně pod jejím vlivem. Dochovala se zobrazení rovnoramenných vah a závaží v podobě prstenců z drahých kovů. Egypťané projektovali, vytyčovali a stavěli velkolepé stavby, pyramidy a chrámy. Na rozdíl od Babyloňanů nezanechali rozsáhlé knihovny ani systematické záznamy o astronomických úkazech. Přesto víme, že prováděli velmi přesná astronomická pozorování, mimo jiné také pomocí přístroje zvaného merchet, jakéhosi vizíru.
Čínská civilizace patří k nejstarším na světě, ve 3. tisíciletí př. n. l. vstoupila do doby bronzové. O tisíc let později se rozvíjí pěstování rýže, výroba hedvábí, kolová doprava, vzniká písmo, literatura a věda - matematika, astronomie. Z hlediska přírodovědy patří mezi nejdůležitější spisy Kniha proměn, která se pokouší vystihnout jednotu světa, jeho proměny a hybné síly, vznik a zánik věcí, vztahy nebe a země a místo člověka v přírodě.
Příchod Řeků z původních sídel kdesi v eurasijských stepích se odehrál někdy začátkem 2. tisíciletí př. n. l. a souvisel s velkým stěhováním nejstarších indoevropských národů. Někdy v 8. st. př. n. l., po několika "temných stoletích" vzniká Homérova Ilias a Odyssea, jimiž začíná evropská literatura a v 7. st. př. n. l. se naplno začíná rozvíjet kultura, filozofie a věda, základ evropského racionálního myšlení a technické civilizace, to vše během několika století, kterým se říká "řecký zázrak". Oproti ostatním dávným civilizacím, které prošly tisíciletým vývojem matematiky, astronomie a přírodních věd, se Řekové začali pokoušet o rozumové, logické vysvětlování jevů, hledání a vyjadřování přírodních zákonů, formulování matematických vět a jejich dokazování. Znalost geometrie umožnila Řekům rozvinout dvě oblasti fyziky - statiku, tedy část mechaniky zabývající se rovnováhou a katoptriku, část optiky zabývající se lomem světla a popisem zrcadel. Poprvé oddělili náboženství a mytologii od filozofie a vytvořili první racionální modely světa.
Iónská přírodní filozofie se zrodila v maloasijském Milétu. Tamní filozofická škola hledala jednotnou podstatu světa v podobě nějaké univerzální pralátky (arché), podobně jako moderní fyzika hledá jednotný základ všech druhů sil. Za prvního z ionských filozofů a vůbec prvního evropského vědce, astronoma, matematika a fyzika považujeme Thaleta z Milétu (asi 625-547 př. n. l.). Za pralátku považoval Thales všepronikající a všudypřítomnou vodu. Jeho přítel a žák Anaximandros s ním v tomto nesouhlasil a za pralátku a prapočátek všeho považoval cosi neurčeného, neomezeného, co nazýval apeiron, princip všeho vznikání a zanikání, které trochu připomíná čínské tao. Dnes bychom si jí mohli představit třeba jako určitou obdobu energie. Na rozdíl od Tháleta považoval Zemi za válec, který se nachází ve středu světa a volně se v něm vznáší, není ničím poután a na svém místě se udržuje jen tím, že je od všech konců stejně vzdálen. Země nemůže padat "dolů", protože ve světovém prostoru není určeno, kde je "nahoře" a kde "dole". To je geniální myšlenka, Anaximandros zde poprvé použil fyzikální princip symetrie. Dalšími z milétských byli Anaximenés, který považoval za pralátku vzduch (pneuma), Hérakleitos, který za pralátku považoval oheň a Anaxagorás (500-428 př. n. l.), který je počítán k posledním představitelům ionské filozofie. Pro iónské Řeky byly samozřejmou součástí života kola s loukotěmi, stavba plachetnic, lodí poháněných vesly, používání vah, olovnice, vodováhy, úhloměru, kružítka, kleští, kovářského měchu, páky, klínu, kladky, sifonu, vodních hodin.

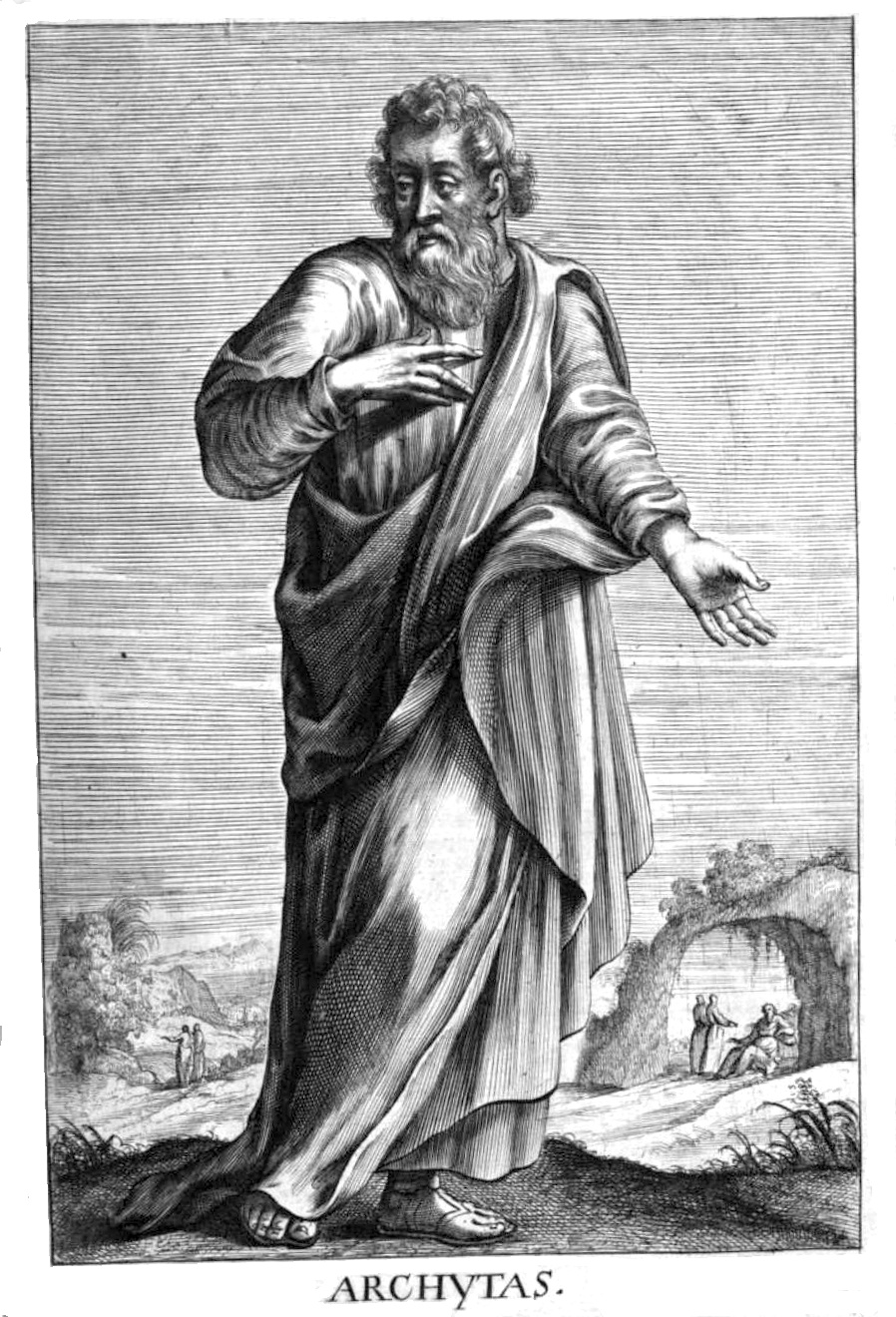
Archytas (428-365 př. n. l.), je považován za zakladatele řecké mechaniky

K dalším, kteří významně zasáhli do dějin matematiky a fyziky a ovlivnili mnohé následovníky, byli pythagoreici, vlastně příslušníci jakési sekty pod vedením Pythagora (asi 580-500 př. n. l.). Poprvé uvedli Zemi do pohybu, i když tato myšlenka se prosadila až koncem novověku a astronomicky byla prokázána s konečnou platností až v 18. století. Do jejich řad bývají počítáni Empedoklés, Filolaos, Eudoxos, Hérakleitos a za zakladatele řecké mechaniky je považován Archytas z Tarentu (428-365 př. n. l.). Matematické metody používal i k praktickým fyzikálním aplikacím a k řešení technických problémů. Zabýval se teorií kladky, kola na hřídeli a šroubu, konstruoval mechanizmy poháněné stlačeným vzduchem.
Řekové si nedovedli teoreticky poradit s nejzajímavějšími vlastnostmi přírody, kterou představují pohyb, změna, vznik a zánik věcí. Těmito otázkami se zabývali eleaté na území jižní Itálie. Nejznámějším z eleatů byl Zenón (490-430 př. n. l.), spojovaný s takzvanými aporiemi, rozpornými myšlenkovými důkazy, podle nichž pohyb a změna nemohou existovat. Teprve objev matematické analýzy v 17. století ukázal, i když ne dokonale, jak popsat mechanický pohyb a jak zacházet s nekonečně malými a nekonečně velkými veličinami.
Leukippos z Milétu (asi 490-420 př. n. l.) řešil eleatské problémy nekonečné dělitelnosti tak, že při dělení dojdeme až k malým částečkám, které už dělit nelze a nazval je nedělitelnými, tedy atomy. Obdobně předpokládal, že i prostor má nedělitelné části - amery. Vznikl tak atomismus, který po Leukiposovi rozvíjel Démokritos (asi 460-370 př. n. l.), jehož atomy jsou v neustálém pohybu, který probíhá podle nutnosti, nic není ponecháno náhodě. Jde tedy o strohý mechanický determinismus, podobně jako později u Newtona.

### Starověk

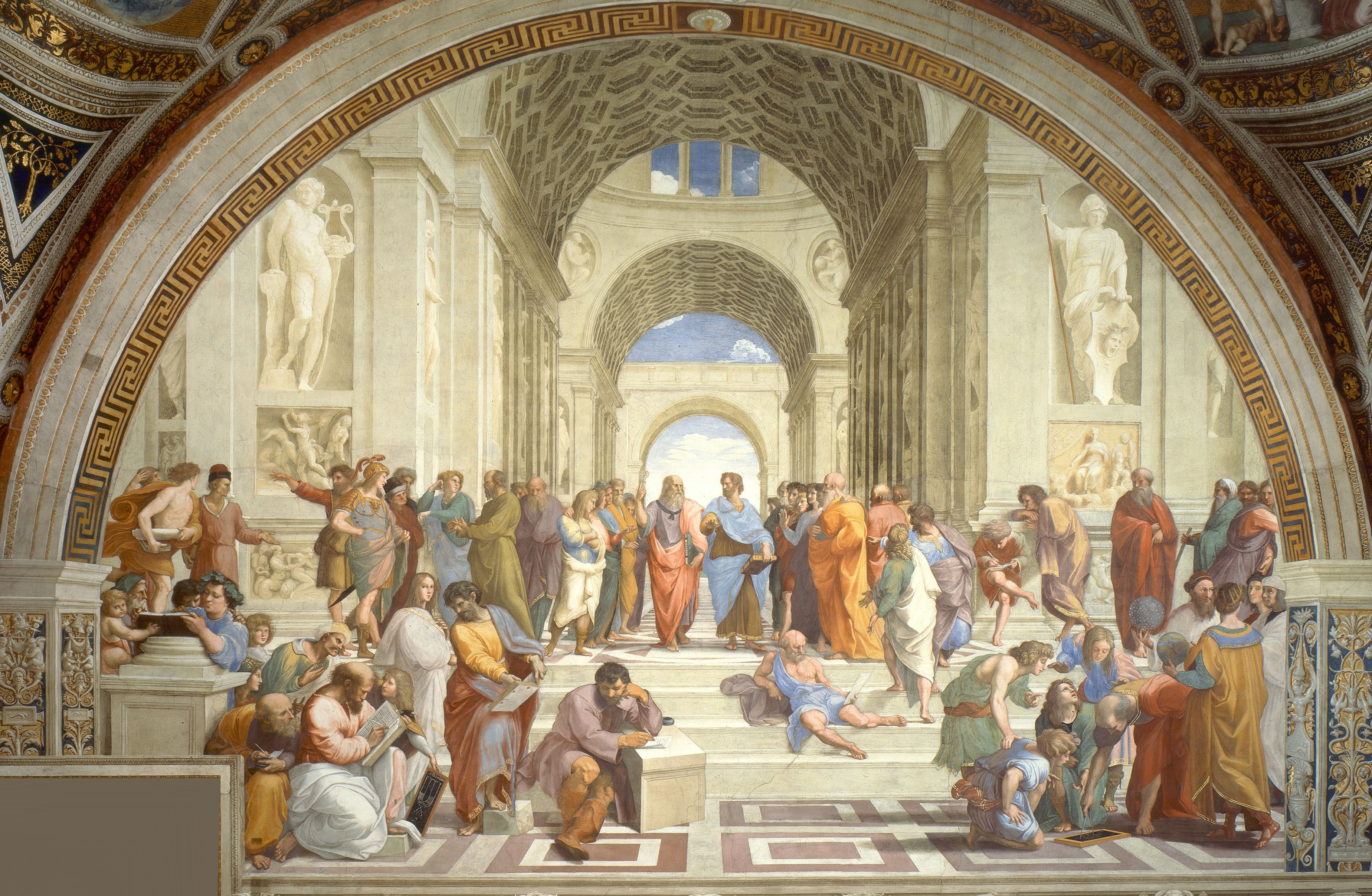
Výřez z Rafaelova obrazu Athénská škola neboli Lykeion (Lyceum), založené Aristotelem

Aristotelés, jako pravděpodobně největší z antických filozofů, který ovlivnil evropské myšlení na více než dvě tisíciletí, položil základy formální logiky jako způsobu vědeckého uvažování. Prováděl pozorování a nevyhýbal se ani experimentování. Pokusil se o vysvětlení zákonitostí pohybu jak pozemských, tak nebeských těles a může být v podstatě považován za prvního fyzika, i když převážně spekulativního. V Athénách založil kolem roku 335 př. n. l. vlastní školu Lykeion (odtud dnešní lyceum), ke které náležela velká knihovna. Jeho dílo je nesmírně rozsáhlé a je jedno z největších, jaké kdy jednotlivec vytvořil. V mnoha svých závěrech se mýlil, není však jeho vinou, že jeho učení bylo ve středověku dogmatizováno a tím bohužel zčásti brzdilo vědecký pokrok.
Z přelomu 4. a 3. stol. př. n. l. se dochovala první známá kniha o mechanice, spis nazvaný Mechanické problémy. Za autora byl považován Aristotelés, podle novějších výzkumů ale pochází z doby o něco pozdější, a napsal ho pravděpodobně někdo z jeho žáků z peripatetické školy, pravděpodobně právě Archytas z Tarentu. Někdy se autor uvádí jako "Pseudoaristoteles".

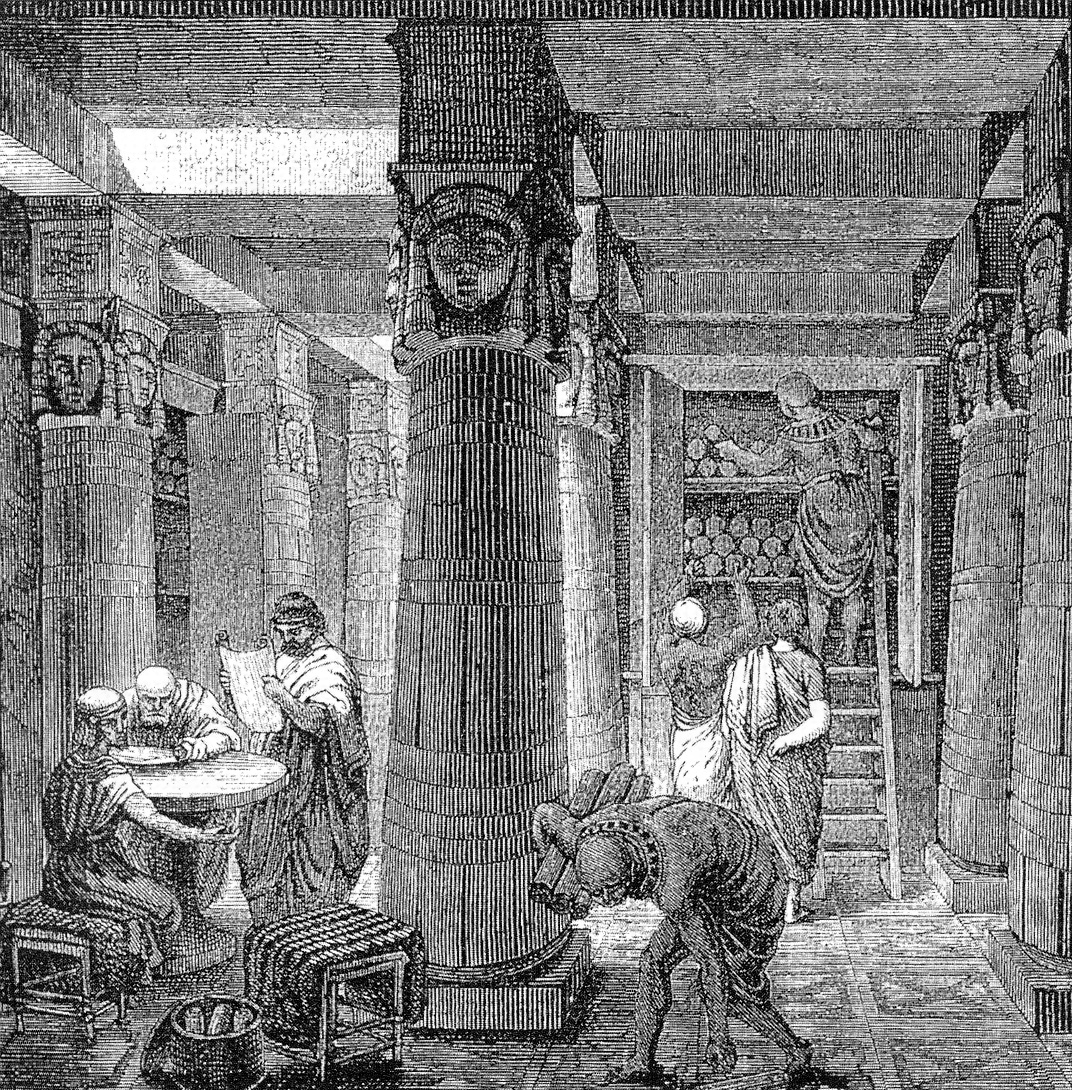
Múseion, velká Alexandrijská knihovna

Fyzika, a zejména mechanika, dosáhla v helénistickém období (cca 4. až 1. stol. př. n. l.), zejména v Alexandrii, vysokého stupně poznání. Byly odhaleny základní zákony statiky, rovnováhy a skládání sil, postupy zjišťování polohy těžiště těles, zákony hydrostatického tlaku, plování a mnoho dalšího. Zakladatelem alexandrijské mechaniky byl Ktesibios, pravděpodobně první z knihovníků neboli "vědeckých ředitelů" Múseia, které navázalo na Aristotelovu athénskou školu Lykeion a na téměř 600 let se stalo významným střediskem vědy, výzkumu, výuky, uchovávání a rozvíjení nových poznatků. Ktesibiovým následovníkem byl Filón z Bizantia, od kterého se dochovaly úryvky ze souboru spisů, týkajících se použití mechaniky a válečné techniky. Stratón z Lampsaku, který po Aristotelovi a Theofrastovi v 1. polovině 3. stol. př. n. l. řídil Lykeium, strávil nejprve také několik let v královském paláci v Alexandrii, kde se podílel se na vzniku Múseia. Zabýval se mechanikou těles, kapalin i plynů.
V Řeckých Syracusách působil za vlády Hierona II. ve 3. stol. př. n. l. největší z matematiků, fyziků a techniků starověku - Archimédés. Udržoval pravidelnou korespondenci s matematiky v Múseionu. Ve svém díle O metodě, které bylo objeveno až počátkem 20. století, využívá mechaniku a fyzikální představy k intuitivnímu zjištění výsledku a až poté přechází k přesnému důkazu. Zanechal 13 traktátů, věnovaných konkrétním problémům matematiky a fyziky. Pracoval na důkladné teorii mechanické rovnováhy založené na pojmech těžiště a statický moment, které také definoval. Na toto téma se zachoval jeho traktát O rovnováze neboli těžištích rovinných obrazců. Pod Eukleidovým vlivem se snažil o axiomatizaci statiky. Zabýval se principy činnosti jednoduchých strojů – páky, kladky, nakloněné roviny, klínu a ozubeného kola a objevil a formuloval zákonitosti jejich rovnováhy. Významně přispěl k poznatkům hydrostatiky, slavný Archimédův zákon zformuloval v traktátu O plovoucích tělesech. Poslední dva roky svého života, ač do té doby téměř výhradně teoretický vědec, věnoval své umění plně do služeb obrany rodného města a pomocí válečných mechanických strojů, katapultů, balistů, beranů a jeřábů s chapadly ničil římské útočníky.

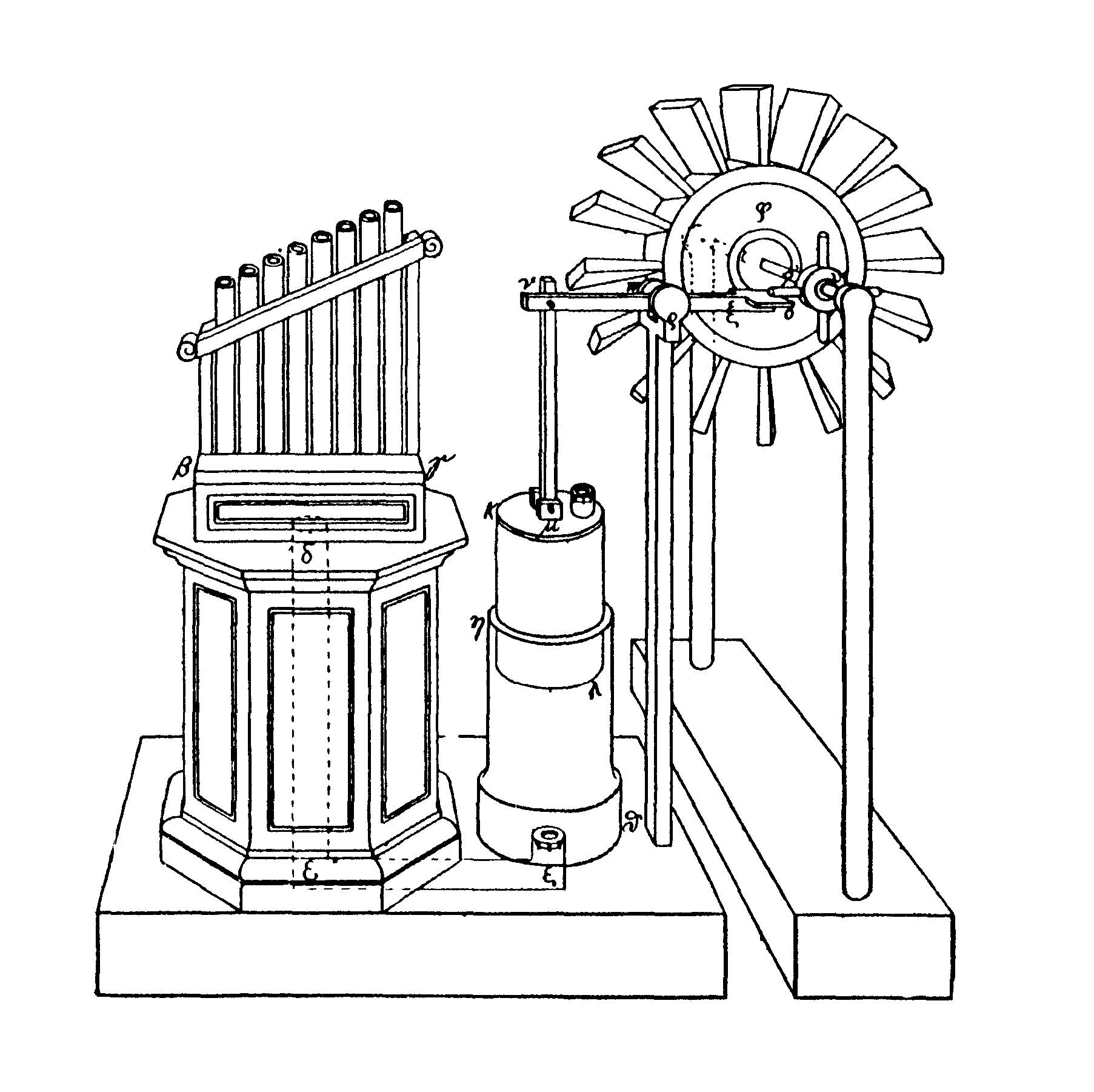
Schéma větrného kola pohánějícího varhany, vynález Héróna Alexandrijského

Nejvýznamnějším fyzikem alexandrijské mechaniky byl Hérón Alexandrijský. Jeho spis Mechanika z 1. stol. n. l. se dochoval pouze v arabském překladu pod názvem Heronova kniha o zvedání těžkých předmětů a v citátech Pappa Alexandrijského. V první části tohoto díla se již objevuje skládání pohybů podle pravidla rovnoběžníku, zjišťování polohy těžišť těles, reakce v opěrných bodech. Klasifikuje i 5 jednoduchých strojů, jejich vzájemné propojení a také složitější stroje jako jeřáby, zvedáky, lisy, apod.

## Abecední seznam dílčích témat se vztahem k mechanice
Aerodynamický tvar - Aerodynamická vztlaková síla - Aerodynamika - Aerostatika - Afélium - Aneroid - Apogeum - Archimédův zákon - Atmosférický tlak
Barograf - Barometr - Bernoulliho rovnice - Biomechanika
Centrální gravitační pole - Coriolisova síla
Dostředivá síla - Dostředivé zrychlení - Dvojice sil
Einsteinův princip relativity - Elevační úhel
Frekvence
Galileiho princip relativity - Gravitace - Gravitační pole - Gravitační polohová energie - Gravitační potenciální energie - Gravitační síla - Gravitační zrychlení
Hmotný bod - Homogenní gravitační pole - Hybnost - Hydraulické zařízení - Hydrodynamický paradox - Hydrodynamika - Hydrostatický paradox - Hydrostatická tlaková síla - Hydrostatický tlak - Hydrostatika
Impuls síly - Inerciální vztažná soustava
Jednoduchý stroj
Kartézská soustava souřadnic - Keplerovy zákony - Kinetická energie - Kmitočet - Kladka - Kladkostroj - Klidové tření - Klín - Kolo na hřídeli - 1. kosmická rychlost - 2. kosmická rychlost - Kruhová rychlost - Křivočarý pohyb
Laminární proudění
Manometr - Mechanická energie - Mechanická práce - Mechanický stroj - Mechanika kapalin a plynů - Mechanika tekutin - Měrná tíha - Moment setrvačnosti - Moment síly
Nakloněná rovina - Neinerciální vztažná soustava - Nerovnoměrný pohyb - Nerovnoměrný pohyb po kružnici - Nerovnoměrný přímočarý pohyb - Newtonovy pohybové zákony - Newtonův gravitační zákon - 1. Newtonův pohybový zákon - 2. Newtonův pohybový zákon - 3. Newtonův pohybový zákon - Normální atmosférický tlak
Objemový průtok - Odpor prostředí - Odporová síla - Odstředivá síla - Osa otáčení - Otáčivý pohyb
Páka - Pascalův zákon - Perigeum - Perihelium - perioda (fyzika) - Pevná kladka - Plování těles - Podtlak - Pohyb - Pohybová energie - Pohyb po kružnici - Pohyb tělesa kolem Slunce - Pohyb tělesa kolem Země - Polární soustava souřadnic - Poloha tělesa - Polohová energie - Polohová energie pružnosti - Polohový vektor - Posuvný pohyb - Potenciální energie - Potenciální energie pružnosti - Pneumatické zařízení - Princip nezávislosti pohybů - Proudění - Průvodič - Přetlak - Převody - Příkon - Přímočarý pohyb - Pumpa
Rameno valivého odporu - Relativita pohybu - Rovnováha sil - Rovnoměrný pohyb - Rovnoměrný pohyb po kružnici - Rovnoměrný přímočarý pohyb - Rovnoměrně zrychlený pohyb po kružnici - Rovnoměrně zrychlený přímočarý pohyb - Rovnovážná poloha - Rozklad sil - Rychlost
Setrvačná síla - Síla - Skládání pohybů - Skládání rychlostí - Skládání sil - Smykové tření - Smykový pohyb - Součinitel klidového tření - Součinitel smykového tření - Součinitel valivého tření - Soustava souřadnic - Spojené nádoby - Stabilita - Stálá rovnovážná poloha
Šroub
Tekutina - Těžiště - Těžnice - Tíha - Tíhová síla - Tíhové zrychlení - Trajektorie - Translace - Tření - Třecí síla - Tuhé těleso - Turbulentní proudění
Účinnost - Úhlová dráha - Úhlová rychlost - Úhlové zrychlení -
Úniková rychlost
Valivé tření - Valivý odpor - Valivý pohyb - Volná kladka - Volná rovnovážná poloha - Volný pád - Vratká rovnovážná poloha - Vrh svislý - Vrh vodorovný - Vrh šikmý - Výkon - Vztažná soustava - Vztlaková síla
Zákon akce a reakce - Zákon setrvačnosti - Zákon síly - Zákon zachování hybnosti - Zákon zachování mechanické energie - Zrychlení

## Abecední seznam veličin
Coriolisova síla - Dostředivá síla - Dostředivé zrychlení - Dráha - Dvojice sil - Frekvence - Gravitační síla - Gravitační zrychlení - Hybnost - Hydrostatická tlaková síla - Hydrostatický tlak - Mechanická energie - Mechanická práce - Měrná tíha - Moment setrvačnosti - Moment síly - Odporová síla - Odstředivá síla - perioda (fyzika) - Pohybová energie - Polohová energie - Příkon - Rychlost - Setrvačná síla - Tíha - Tlaková síla - Třecí síla - Účinnost - Úhlová dráha - Úhlová rychlost - Úhlové zrychlení - Výkon - Vztlaková síla - Zrychlení